# 史小诺
史小诺（1972年4月13日—），重庆市万州区人，毕业于中国传媒大学，是中国中央电视台主持人。

## 生平
1972年，史小诺出生于重庆市万州区。1989年，史小诺在重庆市29中读高中。1991年，史小诺考入中国传媒大学。1995年，史小诺分配到四川电视台主持节目。1997年，史小诺担任重庆电视台《重视新闻晚报》的主持人。2002年，史小诺调入中国中央电视台担任主持人，主持《经济信息联播》、《全球资讯榜》节目。

## 奖项
1999年，中国播音与主持人作品政府奖一等奖。